# Geert Verschuren
Geert Verschuren is een personage uit de Vlaamse soapserie Wittekerke dat werd gespeeld door Erik Burke. Hij was te zien van het eerste tot het derde seizoen.

## Personage
Geert is politieman in het korps van Wittekerke. Zijn vrouw Linda is per ongeluk door een collega bij een interventie doodgeschoten. Geert is goed bevriend met Chris en Patsy. Geert besluit het appartement waar hij met zijn vrouw woonde te verlaten en verhuist naar het café van Marcel. Zijn baas Georges Coppens wil Geert koppelen aan zijn dochter Katrien, maar de twee kunnen elkaar niet luchten. Toch vraagt hij haar mee uit en het lijkt te klikken tot zij erachter komt dat hij haar mee uit vroeg op verzoek van Georges. Later wordt Katrien wel echt verliefd op Geert, maar hij heeft geen interesse in haar. 
Geert leert Greet Ruytjens kennen en is meteen tot haar aangetrokken. Greet huurt het huis van Ronnie Geevaert dat echter te groot is voor haar. Ze zoekt een kamergenoot en Geert en Frank Opdebeeck melden zich haast gelijktijdig aan. Greet besluit om ze allebei in huis te nemen. Nadat Stef Tavernier naar Wittekerke terugkeert krijgt hij interesse in Greet en Geert wordt jaloers. Stef speelt een gevaarlijk spel en wordt al snel gezocht. Geert kan hem snappen in een oude loods en probeert hem te vermoorden door hem onder water te houden, maar dit wordt verhinderd door Georges. Tanja is erg kwaad hierdoor op Geert, maar vergeeft hem uiteindelijk. Greet en Geert worden een koppel en Stef belandt opnieuw in de gevangenis. Enkele maanden later kan hij ontsnappen en vermoordt hij Greet. Ze wordt begraven in Spanje en als Geert terugkeert stelt hij vast dat ook zijn beste vriend Chris vermoord is door Stef. Frank neemt een Poolse huishoudster aan zonder dit aan Geert te melden. De vrouw doet een kamerjas van Greet aan en zet zich op bed waardoor Geert even denkt dat Greet terug is. Als hij ziet dat ze dit niet is wordt hij woedend en jaagt hij de vrouw weg. 
Geert draait helemaal door en wordt hij opgenomen in een psychiatrische inrichting. Er wordt nooit meer wat van hem vernomen.